# ISO 22000
ISO 22000 — серия международных стандартов на системы менеджмента в области безопасности пищевой продукции.

## ISO 22000:2005
Первый стандарт серии ISO 22000, ISO 22000:2005 «Системы менеджмента в области безопасности продовольствия и пищевой продукции — Требования для любых организаций в цепи поставок» был опубликован Международной организацией по стандартизации ISO в 2005 году. Это первый международный стандарт, на основании которого можно внедрить и сертифицировать систему менеджмента безопасности пищевой продукции. В нём рассмотрены вопросы информирования, управления системой и контроля рисков для пищевой безопасности.
Стандарт объединил принципы, на которых основана система анализа опасностей и установления критических контрольных точек ХАССП, и мероприятия по применению этой системы, разработанные комиссией "Кодекс Алиментариус".
Разработка стандарта ISO 22000 позволила сблизить требования к системам ХАССП с требованиями международных стандартов на системы менеджмента (т. к. требования стандарта ISO 22000 гармонизированы с требованиями других стандартов, например, стандартом в области систем менеджмента качества ISO 9001).

### Назначение стандарта
Международный стандарт ISO 22000 определяет требования для системы управления безопасностью пищевых продуктов.
Стандарт ISO 22000 предназначен для проведения сертификации систем менеджмента безопасности пищевых продуктов организаций, участвующих в пищевой цепи, перерабатывающих или производящих:
- продукцию с малым и с большим сроком хранения,
- пищевые ингредиенты,
- животноводческую продукцию,
- упаковку для пищевых продуктов,
- оборудование,
- очищающие средства.

Необходимыми требованиями к предприятиям пищевой промышленности, которые прописаны в стандарте ISО 22000, являются следующие:
- применение только специализированной техники, машин и оборудования для производства продукции;
- безопасность эксплуатации зданий и помещений; своевременная проверка оборудования и его техническое обслуживание;
- своевременное и достаточное снабжение водой, паром и воздухом;
- правильное использование сырья и материалов, применяемых при производстве;
- правильное обращение с полуфабрикатами и готовыми продуктами питания;
- проведение мероприятий по предотвращению загрязнений поверхностей и оборудования;
- контроль над появлением вредителей;
- санитарно-гигиенические меры;
- гигиена и здоровье персонала, работающего на предприятии.

Данный стандарт разработан для того, чтобы помочь организациям-участникам пищевой цепи, независимо от их размера, однозначно занять свои сегменты рынка и успешно увеличивать его границы и удовлетворять требования заинтересованных сторон, включая клиентов организации.

### Сертификация систем менеджмента пищевой безопасности в России
В некоторых странах для изготовителей пищевой продукции внедрение и применение принципов ХАССП на предприятии является обязательным.
В Технический регламент Таможенного союза ТР ТС 021/2011 "О безопасности пищевой продукции" от 9.11.2011 для всех изготовителей пищевой продукции на территории Таможенного союза также внесено требование о внедрении и поддержании процедур, основанных на принципах ХАССП, при осуществлении процессов производства (изготовления) пищевой продукции.
Сертификация по системам безопасности пищевой продукции не обязательна и допустима на добровольной основе.
В России утвержден и введен в действие национальный стандарт ГОСТ Р ИСО 22000-2007. Его текст идентичен тексту международного стандарта и подготовлен на основании перевода. Предприятия на территории РФ имеют право самостоятельно выбрать вариант разработки системы менеджмента пищевой безопасности по любому стандарту, в котором учтены принципы ХАССП, например: 
- ГОСТ 51705.1-2001 — Управление качеством пищевых продуктов на основе принципов ХАССП
- ГОСТ Р ИСО 22000-2007 — Системы менеджмента безопасности пищевой продукции. Требования к организациям, участвующим в цепи создания пищевой продукции
- ISO 22000:2005 — Системы менеджмента в области безопасности продовольствия и пищевой продукции — Требования для любых организаций в цепи поставок[5]
- GFSI признаваемые стандарты (FSSC 22000, BRC, IFS и т.д.)[6]

### Мотивы для внедрения ISO 22000:2005
- Нет уверенности, что безопасность конечной продукции полностью гарантирована, что проанализированы все факторы (микробиологические, химические и физические) и все риски, сопутствующие реализации продукции;
- Нет уверенности в безопасности сырья, добавок и компонентов;
- Не известно, являются ли принятые рецептуры оптимальными;
- Суммы страховок в заключённых контрактах на поставку продукции клиентам в несколько раз выше, чем суммы, которые обычно принимаются при наличии на аналогичных предприятиях сертификатов соответствия системы управления безопасностью, например в системе ХАССП;
- Исключена ли возможность выхода затронутой продукции на международный рынок;
- Количество рекламаций со стороны клиентов увеличивается.

### Согласованность с другими стандартами ISO
Требования стандарта ISO 22000 гармонизированы с требованиями других стандартов ISO. Разделы стандарта ISO 22000 включают в себя область применения, определения, принципы разработки системы ХАССП, требования к системе менеджмента безопасности пищевой продукции.
ISO 22000 включает в себя часть требований международного стандарта в области Систем менеджмента качества ISO 9001. В ISO 22000 отсутствует понятие «Руководства по качеству». В данный стандарт не включена регламентация процессного подхода (как принципа при построении СМ-безопасности), в меньшей степени описаны требования к предупреждающим действиям, закупкам, проектированию и разработке, процессам, связанным с потребителем.
Многие разделы стандартов ISO 9001:2008 и ISO 22000:2005 совпадают.

### Преимущества
Выделяют следующий ряд преимуществ для организации от внедрения системы менеджмента пищевой безопасности по требованиям стандарта ISO 22000:
- Внутренние преимущества:

1. В основе стандарта лежит системный подход, касающийся всех параметров сохранности пищевых продуктов на каждом этапе технологического процесса;
2. Контроль над всеми параметрами, влияющими на безопасность исходной продукции.
3. Распределение ответственности за обеспечение мер безопасности производства и хранения пищевой продукции.
4. Концентрация основных усилий и ресурсов предприятия на выявленных критических и контрольных точках.
5. Своевременное использование предупреждающих мер.

- Внешние преимущества.

1. Увеличение доверия потребителей к производимой продукции.
2. Расширение рынков сбыта.
3. Увеличение конкурентоспособности предприятия и продукции.
4. Рост инвестиционной привлекательности.
5. Создание твердой репутации производителя качественных и безопасных продуктов питания
6. Безошибочное нахождение контрольных точек и получения необходимого своевременного уровня контроля над ними.

### Семья стандартов ISO 22000
ISO развивает дополнительные стандарты, которые связаны с ISO 22000. Эти стандарты будут известны как семья стандартов ISO 22000.  В настоящее время следующие стандарты составляют семью стандартов ISO 22000: ISO 22000, ISO 22001, ISO/TS 22002, ISO TS 22003, ISO TS 22004, ISO 22005, ISO 22006.
ISO 22000 также используется в Схеме FSSC22000. FSSC22000 Food Safety Systems Certification (FSSC), одобренная схема Global Food Safety Initiative (GFSI).